# Енисейская крепость
Енисейская крепость или Енисейский острог — историческая крепость Енисейска, положившая начало развитию города.
Енисейская крепость, первоначально называвшаяся Тунгусской, была заложена в 1619 году отрядом тобольских казаков во главе с сыном боярским Петром Албычевым и казаком Черкасом Рукиным. Для возведения острога была выбрано место на небольшой возвышенности на левом берегу Енисея неподалеку от устья небольшой реки Толчеи. Острог имел прямоугольную форму стен периметром 400 м и должен был обеспечить безопасность гарнизона, призванного объясачить местное население. Достаточно быстро Енисейск превратился из пограничного укрепления в крупный торговый и административный центр обширной территории в бассейне среднего Енисея и Прибайкалья. Вокруг крепости появился посад и множество слобод. В крепости находилась деревянная Введенская церковь, денежный, соболиный и два хлебных амбара, съезжая, таможенная и тюремная избы, воеводский и гостиный дворы.
В 1649 году Енисейский острог пострадал от сильнейшего наводнения, фактически смывшего старые укрепления. В 1651 году воевода Афанасий Пашков выстроил новый восьмибашенный острог. Именно он изображён на карте Семёна Ремезова, дающей представление о его внешнем облике. Главный въезд в острог находился на южной стороне. Наиболее укреплённой была западная сторона с четырьмя башнями. На южной стороне имелись две башни, на восточной и североной — по одной.
В 1667 году при воеводе Кирилле Яковлеве острожная стена была выстроена и вокруг посада. Таким образом, в конце XVII века Енисейск представлял собой так называемый «двойной острог», состоявший из «малого города» крепости и «большого города» — укреплённого посада.
В 1703 году город пострадал от крупного пожара, уничтожившего все казённые, административные и торговые здания, а также церкви и значительную часть жилой застройки. В течение 1704—1705 годов башни и стены острога были восстановлены. В начале 1730-х годов произошёл очередной крупный пожар, уничтоживший четыре из восьми башен «малого города» и Воскресенскую церковь. В 1733 году началось строительство новой острожной стены с восемью башнями, призванной охватить всю городскую застройку. Однако в связи с отсутствием для города реальной угрозы, строительство фактически не было завершено. Остатки обветшавших деревянных оборонительных сооружений Енисейска оставались в центре города до пожара 1778 года, а отдельные башни внешней стены и до начала XIX века.